# Paranannopus wellsi
Paranannopus wellsi is een eenoogkreeftjessoort uit de familie van de Pseudotachidiidae. De wetenschappelijke naam van de soort is voor het eerst geldig gepubliceerd in 1976 door Soyer.